# 西尾理弘
西尾 理弘（にしお まさひろ、1941年〈昭和16年〉10月19日 - 2024年〈令和6年〉11月15日）は、日本の官僚、政治家。位階は従四位。
元出雲市長。島根県出雲市出身。

## 略歴
島根県立出雲高等学校卒業。東京外国語大学外国語学部英米科卒業。ウィスコンシン大学教育行政学修士課程修了。文部省入省。
1995年（平成7年）3月2日付で文部省を高等教育局主任視学官の役職で辞職した。その後、同年の出雲市長選挙に無所属で立候補して、自民党、社会党の推薦で初当選を果たした。2003年（平成15年）に3選を果たした。合併に伴う（新）出雲市発足に伴い、2005年（平成17年）3月21日に市長を退任した。翌月の（新）出雲市の市長選挙に立候補して、無投票で当選した。同年4月17日に市長に就任した。

### 2009年（新）出雲市長選挙
（新）出雲市長選挙に立候補したが、元平田市長の長岡秀人ほか新人1人にも敗れ、3位で落選した。
※当日有権者数：115,986人 最終投票率：78.56%（前回比：-pts）
| 候補者名 | 年齢 | 所属党派 | 新旧別 | 得票数   | 得票率 | 推薦・支持 |
| -------- | ---- | -------- | ------ | -------- | ------ | ---------- |
| 長岡秀人 | 58   | 無所属   | 新     | 54,703票 | 60.6%  | -          |
| 菊地恵介 | 33   | 無所属   | 新     | 18,683票 | 20.7%  | -          |
| 西尾理弘 | 67   | 無所属   | 現     | 16,832票 | 18.7%  | -          |

4月16日に市長を退任した。
2024年11月15日、東京都内で死去した。83歳没。

## 栄典
- 2019年（令和元年）11月 - 旭日小綬章[13]
- 2024年（令和6年）11月15日 - 従四位[14]

## 政策
西尾は市長時代に、出雲市の教育行政のうちスポーツ振興や芸術文化、生涯学習など社会教育部門を教育委員会の管轄から外し、市長部局に移した。また、教育委員会を自治体首長の諮問機関にし、首長が教育委員会委員長を兼ねるべきだと提言した。

## 著作
- 『教育行政改革への挑戦 21世紀の人づくり街づくり』山陰中央新報社、2002年